# Балабанов, Павел Прокопьевич
 Павел Прокофьевич Балаба́нов (1907—1977) — советский бурильщик.

## Биография
Родился 7 (20 декабря) 1907 года на заимке Ряхина (ныне Троицкий район (Челябинская область).
Место работы: с 1930 года работал в Малгобекской конторе бурения объединения «Грознефть», с 1936 года — бурильщик, мастер треста «Ишимбайнефть», с 1941 года — мастер треста «Туймазанефть»; с 1950 года — директор конторы бурения треста «Бавлынефть», в 1953—1963 годах — директор треста «Альметьевбурнефть».
Павел Прокофьевич внедрял и новые способы бурения, такие как турбинный.
Скончался в 1977 году в Альметьевске (ныне Татарстан).

## Награды и звания
- Сталинская премия третьей степени (1949) — за разработку и осуществление скоростных методов бурения нефтяных скважин
- орден Трудового Красного Знамени (1951)
- медали